# Ampato
De Ampato is een stratovulkaan van 6.288 meter hoog gelegen in het Andesgebergte in het zuiden van Peru. De vulkaan ligt ongeveer 100 km ten noordwesten van de stad Arequipa. Hij is onderdeel van de 20 km lange noordzuid-keten van drie stratovulkanen: in het noorden bevindt zich de 6.025 m hoge Nevado Hualca Hualca, in het midden de 5.976 m hoge en actieve vulkaan Sabancaya en in het zuiden de Ampato.
In september 1995 werd een gemummificeerd lichaam van een Inca-meisje gevonden dat ongeveer 500 jaar geleden overleed door een klap tegen het hoofd. De mummie werd later Juanita genoemd. Na deze ontdekking werden er nog drie gemummificeerde lichamen gevonden boven 5.800 m.